# Petr Němec
Petr Němec, född den 7 juni 1957 i Ostrava, Tjeckoslovakien, är en tjeckoslovakisk fotbollsspelare som tog OS-guld i fotbollsturneringen vid de olympiska sommarspelen 1980 i Moskva.